# Quiet Is Violent
Quiet Is Violent (stilizzato quiet is viølent) è un EP dei Twenty One Pilots, pubblicato il 1º agosto 2014 esclusivamente in Australia.
Contiene esibizioni dal vivo e remix di alcuni dei singoli del duo.

## Tracce
Testi e musiche di Tyler Joseph.
1. Car Radio (Live at the Newport) – 4:46
2. Holding on to You (Live at the Newport) – 5:19
3. Guns for Hands (Live from SXSW) – 6:05
4. House of Gold (Denzel Park Remix) – 5:27
5. Car Radio (Great Good Fine OK Remix) – 4:22
6. Guns for Hands (Dzeko & Torres Remix) – 5:03

## Formazione
- Tyler Joseph – voce (tracce 1-6), pianoforte (tracce 1-3)
- Josh Dun – batteria (tracce 1-3)